# Stanley Druckenmiller
Stanley Druckenmiller, né le 14 juin 1953 à Pittsburgh, est un investisseur et gestionnaire de fonds spéculatifs américain. Il est surtout connu pour avoir fondé et dirigé Duquesne Capital Management, un fonds d'investissement qu'il a géré avec succès pendant plusieurs décennies avant de le fermer en 2010. Il a également été l'un des principaux collaborateurs de George Soros au sein du fonds Quantum (en), où il a contribué à la célèbre spéculation contre la livre sterling en 1992, rapportant des milliards de dollars au fonds.
Reconnue pour sa capacité à anticiper les tendances macroéconomiques, sa stratégie d'investissement repose sur des paris audacieux sur les marchés mondiaux, combinés à une gestion rigoureuse des risques. Son approche lui a valu une réputation d'excellence dans le domaine de la gestion d'actifs, avec des rendements constants tout au long de sa carrière.
Outre son activité financière, il est également impliqué dans des initiatives philanthropiques, notamment dans le domaine de l'éducation et de la recherche médicale. Son influence s'étend au-delà des marchés financiers, faisant de lui une figure respectée tant pour ses succès en investissement que pour ses engagements caritatifs.

## Biographie

### Jeunesse et éducation
Druckenmiller naît à Pittsburgh en Pennsylvanie, fils d'Anne et Stanley Thomas Druckenmiller, un ingénieur chimiste. Il grandit dans une famille de classe moyenne dans la banlieue de Philadelphie. Ses parents divorcent lorsqu'il est à l'école primaire et il va vivre avec son père à Gibbstown au New Jersey (une section de Greenwich Township (en)) puis à Richmond en Virginie (ses sœurs, Helen et Sally, restent avec leur mère à Philadelphie). Druckenmiller est diplômé de la Collegiate School (en), à Richmond. En 1975, il obtient un BA en anglais et en économie au Bowdoin College (où il ouvre un stand de hot-dogs avec Lawrence Lindsey (en), qui deviendra plus tard conseiller en politique économique du président George W. Bush). Il abandonne un programme de doctorat en économie à l'université du Michigan au milieu du deuxième semestre pour accepter un poste d'analyste pétrolier à la Pittsburgh National Bank.

### Carrière d'investisseur
Druckenmiller commence sa carrière financière en 1977 en tant que stagiaire en gestion à la Pittsburgh National Bank. Il devient chef du groupe de recherche en actions de la banque après un an. En 1981, il fonde sa propre firme, Duquesne Capital Management.
En 1985, il devient consultant pour Dreyfus Corporation (en), partageant son temps entre Pittsburgh et New York, où il vit deux jours par semaine. Il déménage à Pittsburgh à temps plein en 1986, lorsqu'il est nommé à la tête du Fond Dreyfus. Dans le cadre de son accord avec Dreyfus, il maintient également la gestion de Duquesne. En 1988, il est embauché par George Soros pour remplacer Victor Niederhoffer au Fond Quantum (en). Lui et Soros « cassent la Banque d'Angleterre » lorsqu'ils vendent à découvert la livre sterling britannique en 1992, réalisant supposément plus de 1 milliard de dollars de profits, lors d'un événement connu sous le nom de « mercredi noir ». Ils calculent que la Banque d'Angleterre n'a pas suffisamment de réserves de devises étrangères pour acheter suffisamment de livres pour soutenir la monnaie et que l'augmentation des taux d'intérêt est politiquement insoutenable. Il quitte Soros en 2000 après avoir subi d'importantes pertes sur les actions technologiques.
Depuis, il se concentre à plein temps sur Duquesne Capital. Son portrait est décrit dans le livre The New Market Wizards de Jack D. Schwager (en). Selon Bloomberg News, le 18 août 2010, Druckenmiller annonce la fermeture de son fonds spéculatif, « disant aux investisseurs qu'il a été usé par le stress de tenter de maintenir l'un des meilleurs records de trading de l'industrie tout en gérant une « quantité énorme de capital » ». Duquesne Capital Management affiche un rendement annuel moyen de 30 % sans aucune année de perte. Ses fonds sont en baisse d'environ 5 % lorsqu'il annonce sa retraite en août. Cependant, ils ont depuis effacé les pertes et fermé avec un petit gain grâce à des paris réussis selon lesquels le marché rebondirait en anticipation que la Réserve fédérale annoncerait un « assouplissement quantitatif » supplémentaire pour aider à réduire le chômage et éviter la déflation.
Selon The Wall Street Journal, le 18 août 2010, Druckenmiller « dit aux clients qu'il leur rend leur argent et met fin à l'activité de sa firme après 30 ans, citant le « lourd tribut émotionnel » de ne pas avoir les performances qu'il attend ». Il indique qu'il n'est pas facile de réaliser de gros profits tout en gérant de très grosses sommes d'argent. Ses plus gros investissements sont Microsoft et Amazon en 2020.

## Philosophie d'investissement
Druckenmiller est un investisseur top-down qui adopte un style de trading similaire à celui de George Soros en détenant un groupe d'actions sur le long terme, un groupe d'actions sur le court terme, et utilise l'effet de levier pour trader des contrats à terme et des devises. Au début de 2019, il détient de grandes positions dans Microsoft, Abbott Laboratories, Salesforce, Delta Air Lines, et American Airlines.

## Vie personnelle
Druckenmiller s'est marié deux fois. En 1976, il épouse son amour de jeunesse ; ils divorcent en 1980. En 1988, il épouse Fiona Katharine Biggs, diplômée du Barnard College et nièce de l'investisseur Barton Biggs (en), lors d'une cérémonie épiscopalienne. Ils ont trois filles,,.

## Opinions politiques et économiques
Druckenmiller préconise de réduire les dépenses pour les programmes de sécurité sociale tels que la Social Security,. Il est un grand partisan du gouverneur républicain Chris Christie du New Jersey. En 2015, il fait don de 300 000 dollars au total aux candidatures présidentielles de Christie, Jeb Bush, et John Kasich. En 2023, il soutient Nikki Haley lors des primaires présidentielles du Parti républicain américain de 2024. L'année suivante, il déclare qu'il ne votera ni pour Donald Trump ni pour Kamala Harris lors de l'élection présidentielle américaine de 2024.
Après le krach boursier de 2020 et le rebond ultérieur au-dessus des niveaux pré-krach, Druckenmiller déclare qu'il s'attend à une inflation dans l'économie américaine en raison des actions entreprises par la Réserve fédérale. Il émet un avertissement similaire en 2013 lors d'un discours au Bowdoin College, où il note qu'il est préoccupé depuis 1994 par le fait que les dépenses pour les programmes d'aide sociale du gouvernement pourraient conduire à une crise économique pire que l'effondrement financier de 2008,.
Druckenmiller est l'ancien patron et est décrit comme un ami par le Financial Times, de Scott Bessent, secrétaire au Trésor de la seconde présidence de Donald Trump.

## Richesse et philanthropie
En 2009, Druckenmiller fait don de 705 millions de dollars à des fondations qui soutiennent la recherche médicale, l'éducation et la lutte contre la pauvreté, dont un don de 100 millions de dollars pour fonder un Institut de Neurosciences à la New York University School of Medicine. En 2010, il annonce qu'il ferme son fonds spéculatif Duquesne Capital afin de consacrer plus de temps à la philanthropie, selon Bloomberg.com. Il donne 700 millions de dollars à sa fondation l'année dernière et prévoit d'augmenter ce montant dans les années à venir.
Il est également président de Harlem Children's Zone (en), un projet communautaire multifacette. Harlem Children's Zone est fondée par l'ami de Druckenmiller et ancien camarade de Bowdoin College, Geoffrey Canada (en). En 2006, Druckenmiller donne 25 millions de dollars à l'organisation. En 2013, lui et Canada visitent des campus universitaires pour plaider en faveur d'une réforme de la fiscalité, des soins de santé et de la Sécurité Sociale afin d'assurer l'équité intergénérationnelle.
Druckenmiller et sa femme sont également les principaux sponsors de la marche contre le Sida de New York (en). Le Stanley F. Druckenmiller Hall, construit en 1997 au Bowdoin College, porte le nom du grand-père de Druckenmiller et est dédié à Bowdoin par Druckenmiller lui-même.

### Pittsburgh Steelers
En juillet 2008, Druckenmiller émerge comme un investisseur potentiel dans la franchise des Steelers de Pittsburgh de la National Football League. Les cinq fils d'Art Rooney Sr., le fondateur des Steelers, travaillent à restructurer la propriété de l'équipe, et Druckenmiller est contacté par un membre ou représentant de la famille Rooney pour acheter les parts de plusieurs des frères Rooney. Le 18 septembre, il retire son offre d'achat de l'équipe.
L'ancien président des Steelers, Dan M. Rooney (en), déclare qu'il n'a aucune rancune envers Druckenmiller, mentionnant qu'il espère que le financier reste un grand fan des Steelers. Les propriétaires de la NFL approuvent à l'unanimité la restructuration de la propriété le 17 décembre 2008, Dan & Art II obtenant la part obligatoire de 30 %.